# Несун

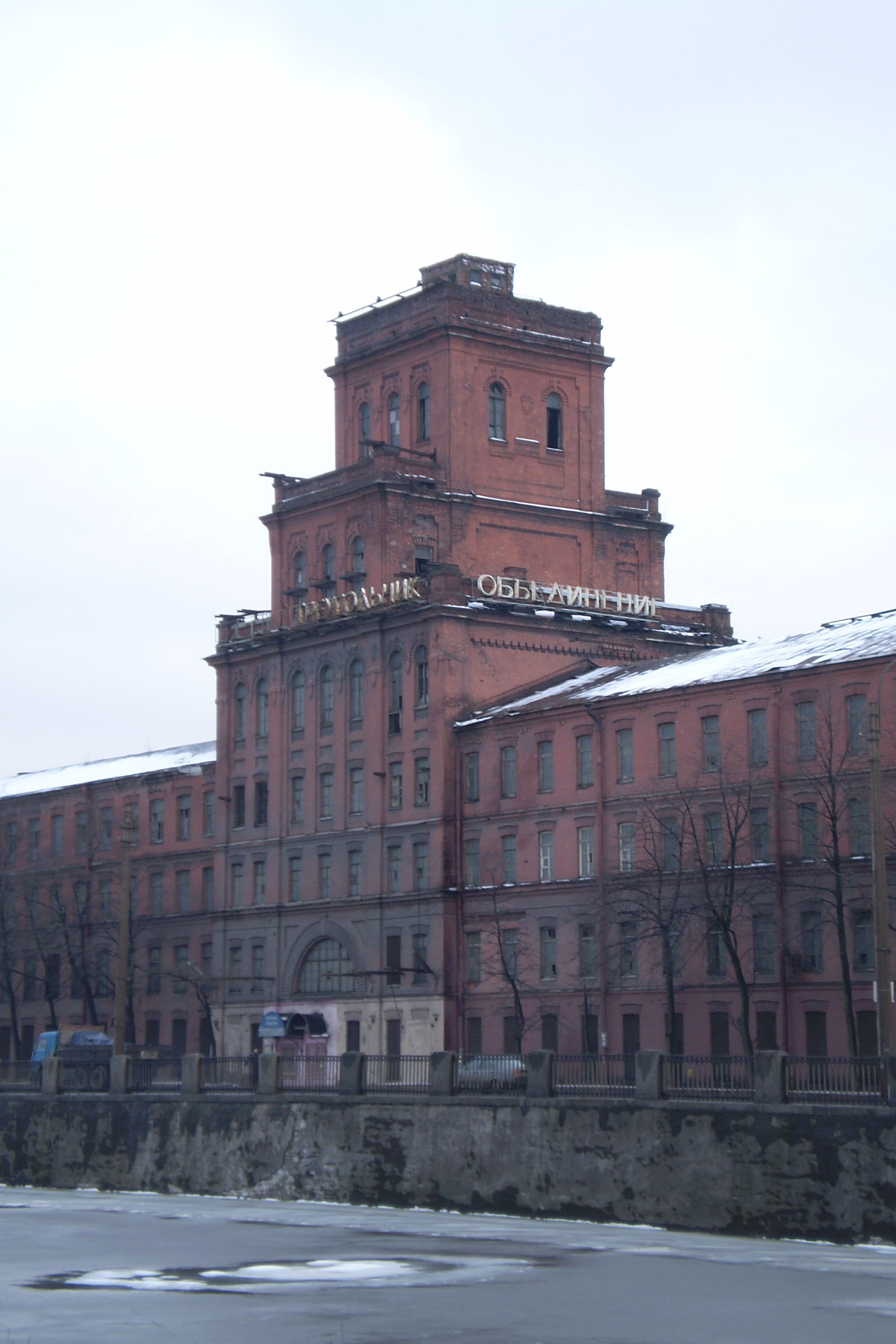
«Красный треугольник» — место частых краж калош в 1930-е.

Несун — работник или начальник предприятия, совершающий вынос (то есть кражу) с места работы сырья, продукции, средств производства и др. материальных ресурсов, находящихся на предприятии и принадлежащих предприятию (выносящий с места работы).
В отличие от вора, несун ещё остаётся в глазах коллектива членом общины, которого можно усовестить.

## Несуны в СССР и России
Хотя слово «несун» было зафиксировано лишь в конце советского периода, кражи на фабриках случались ещё в Российской империи. Владельцы заводов составляли списки провинившихся и просили правительство усилить борьбу со скупщиками, но эти меры не принесли желаемого результата.

### Ранние годы
Большой размах деятельность несунов приобрела в 1920-е годы. Пресса регулярно сообщала о выносе с предприятий продовольствия, текстиля, резиновых изделий и даже драгоценных металлов. Администрация боролась с похитителями путём обысков и взысканий, а Уголовный кодекс РСФСР 1926 года рассматривал этот вопрос в главе об имущественных преступлениях. Однако наказания за них были достаточно мягкими. Несмотря на то, что наказание за хищения социалистической собственности было жёстче, чем за посягательство на личное имущество, в целом это никого не останавливало. Например, за кражу личного имущества, совершённую впервые и без сговора с третьими лицами, полагались лишение свободы или принудительные работы до трёх месяцев, а максимально — год лишения свободы. За обычную кражу государственного имущества полагались до 2 лет лишения свободы или год принудительных работ, за квалифицированную кражу — до пяти лет.

### После «указа семь-восемь»
Хищения приняли такие масштабы, что в условиях начинающегося голода советское правительство ужесточило наказания за них, введя чрезвычайные меры: Постановление ЦИК и СНК СССР от 7 августа 1932 года впервые в советском праве обозначило социалистическую собственность как основу государства, ввело в правовой оборот понятие «хищение социалистической собственности» (государственного, колхозного и кооперативного имущества), а также установило жестокие меры за подобные преступления: срок лишения свободы на срок не менее 10 лет с конфискацией имущества, а при отягчающих обстоятельствах расстрел виновного с конфискацией его имущества. В качестве «меры судебной репрессии» по делам об сохранности государственного, колхозного и кооперативного имущества, хищение грузов на железнодорожном и водном транспорте закон предусматривал расстрел с конфискацией имущества, который при смягчающих обстоятельствах мог быть заменён на лишение свободы на срок не менее 10 лет с конфискацией имущества. Эти чрезвычайные меры принесли результат: к середине 1930-х число подобных краж снизилось. На транспортной сети количество выявленных хищений за год снизилось с 9332 (август 1932) до 2514 (август 1933). Значительно уменьшилось и количество краж колхозного имущества.
16 января 1936 года выходит постановление ЦИК и СНК СССР «О проверке дел лиц, осуждённых по постановлению ЦИК и СНК СССР от 7 августа 1932 г. „Об охране имущества государственных предприятий, колхозов и кооперации и укреплении общественной (социалистической) собственности“», согласно которому Верховный суд, Прокуратура и НКВД были обязаны в шестимесячный срок проверить правильность применения «постановления от 7 августа». После проверки более 115 тыс. дел, завершённой к 20 июля 1936 года, генпрокурор СССР Вышинский доложил Сталину, Молотову и Калинину, что более чем в 91 тыс. случаев (79 %) приговоры были вынесены неправомерно, и на основании этого было освобождено 37 425 человек, ещё находившихся в заключении, а с уже освобождённых или амнистированных снята судимость.

### После смягчения уголовной ответственности
Смягчение санкций и рассмотрение мелких хищений (на сумму до 50 рублей) преимущественно в товарищеских судах по Уголовному кодексу РСФСР 1960 года развязала руки несунам. Современные исследователи видят ряд причин, вызывавших их активность:
- отсутствие «юридического догматизма» в сознании русского и советского человека, восприятие кражи государственной собственности как восстановления справедливости[5];
- низкий материальный уровень жизни[1][2];
- примеры крупных хищений, совершавшихся руководящими работниками и партийными функционерами[1];
- товарный дефицит в СССР[6][2];
- незначительность деяний отдельных несунов при большом ущербе, наносимом ими в целом[6];
- негласное позволение работникам выносить сырьё в качестве средства мотивации[6];
- низкая культура производства, при которой теряется большая часть продукции, сырья и материалов.

Несуны существовали не только на производствах, но и в различных учреждениях, где, первый взгляд, тащить было особо и нечего. Тем не менее даже из школ растаскивались наглядные пособия и книги, а из детских садов — игрушки и постельное белье. Хищения же лампочек, гвоздей и прочей хозяйственной мелочи и вовсе были повсеместными.
Часто несуны тщательно готовили каналы выноса украденного имущества и действовали группами лиц. Способы хищения зависели от степени режимности предприятия. Проще всего кражи было совершать там, где предприятие не имело чётко установленного периметра: сельхозпредприятия, стройки, транспорт. В организациях с достаточно свободным доступом (школы, вузы, больницы) несуны особо не конспирировались.
На нережимных заводах и фабриках, где была сравнительно простая проходная с «бабушкой-вахтершей» и куда можно было приходить с сумками и портфелями вынос ценностей осуществлялся в них, а крупных — через дыры в заборе. Часто украденную продукцию (например, ткани или доски) просто перебрасывали через забор, где ее подбирали сообщники или сам несун. Часто кто-то из сообщников несуна просто отвлекал вахтёра (дружеским разговором или наоборот, начинал пререкаться по мелочам), а в это время несун спокойно проходил с добычей.
Сложнее было воровать на режимных предприятиях, где на проходной проводился досмотр, сумки и портфели требовалось оставлять в камере хранения, а доступ к забору был ограничен инженерными заграждениями и контрольно-следовой полосой. Отвлечь вахтёра тоже не получалось, поскольку проверка проводилась строго по одному человеку. Здесь приходилось действовать группой лиц и, чаще всего — через автотранспортный цех. Подготовленные к выносу ценности передавались шофёру, который прятал их в укромном месте автомобиля. Так как автотранспортный цех располагался за пределами режимной территории вынести похищенное оттуда не составляло труда. Естественно, что шофер получал за помощь вознаграждение, чаще всего в виде доли от унесённого. Мелкие изделия, например радиодетали часто выносили просто в карманах умело маскируя их.

### После распада СССР
После распада СССР многие несуны продолжили свою деятельность в Российской Федерации. Был распространён вынос металла, строительных и горюче-смазочных материалов. Успешность несунов в условиях рыночной экономики во многом зависит от отношения собственников предприятия к своей собственности, и на многих предприятиях, отошедших в частные руки в результате приватизации эта культура совсем не высока. Однако предприятия, созданные 1990—2000-е годы серьёзно относятся к собственности и  пресекают деятельность несунов. Для этого применяются как технические средства: противокражевые системы, видеонаблюдение, оперативный автоматизированный складской учёт, так и организационно-просветительские мероприятия по повышению правовой и производственной культуры, воспитания нетерпимости к несунам.
Ответственность для несунов предусмотрена по статье 7.27 КоАП «Мелкое хищение», если таковое совершено на сумму менее 1000 рублей или статье 158 УК РФ «Кража».

## Несуны в других странах
На Западе это явление так же широко распространено. Очень многие люди уносят с работы разные мелочи для личного использования, по оценкам некоторых экспертов, в США к мелким несунам можно отнести до 30 % работников, однако точные цифры не известны, поскольку случаи подобных краж крайне редко попадают в официальную статистику.
За пределами России так же известны примеры краж. Так, шести крупным больницам Нью-Йорка в 1998—2000 гг. недобросовестные сотрудники нанесли ущерб на сумму более $400 000, вынося почти всё: от перчаток и простыней до компьютеров и медицинского оборудования. При этом их поступки зачастую не расследуются должным образом, так как руководство учреждений опасается за свою репутацию.
Несмотря на то, что статистика подобных мелких хищений под вопросом, психология и социология «несунства» на Западе исследованы довольно подробно. Основные причины совпадают с теми, что назывались для СССР (см. предыдущий параграф): высокий уровень толерантности к таким «незначительным» хищениям, трактовка таких хищений как «восстановления справедливости», примеры крупных хищений руководящими работниками, а также просто сама возможность повысить уровень жизни.